# Elecciones presidenciales de Moldavia de 1991
Las primeras elecciones presidenciales de Moldavia se llevaron a cabo el 8 de diciembre de 1991. El presidente interino Mircea Snegur fue el único candidato y por lo tanto la elección se limitó a un referéndum donde los votantes podían aceptar o rechazar su candidatura. Snegur fue aprobado por el 98% de los votantes. La elección se llevó a cabo en medio del conflicto moldavo con la región separatista de Transnistria y Gagauzia, que declararon que no participarían en el referéndum.

## Resultados
| Candidato                          | Partido                            | Votes     | %    |
| ---------------------------------- | ---------------------------------- | --------- | ---- |
| Mircea Snegur                      | Independiente                      | 1.952.142 | 98.2 |
| En contra                          | En contra                          | 35.451    | 1.8  |
| Votos en blanco/anulados           | Votos en blanco/anulados           | 791       | –    |
| Total                              | Total                              | 1.988.384 | 100  |
| Votantes registrados/participación | Votantes registrados/participación | 2.368.287 | 84.0 |
| Fuente: Nohlen & Stöver            |                                    |           |      |